# Circ de Maxenci

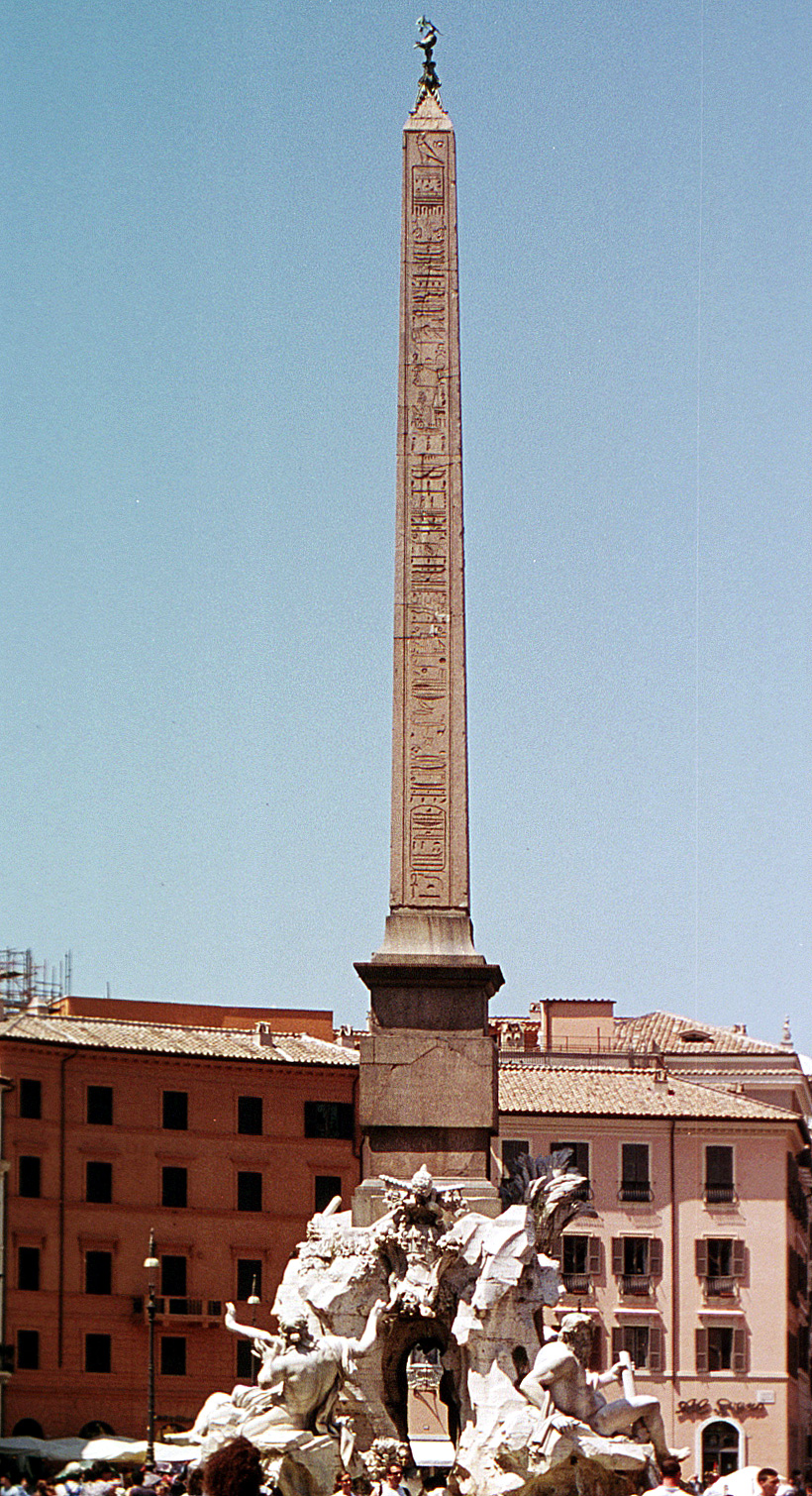
L'Obelisc de la piazza Navona que estava instal·lat a la spina del Circ de Maxenci

El Circ de Maxenci (Circus Maxentius, en llatí) fou un circ romà creat al principi del segle IV per l'emperador Maxenci. Avui dia la construcció està en ruïnes, i és un dels circs romans millor conservats. Els murs de l'exterior encara segueixen dempeus, i els voltants de la spina encara es conserven.

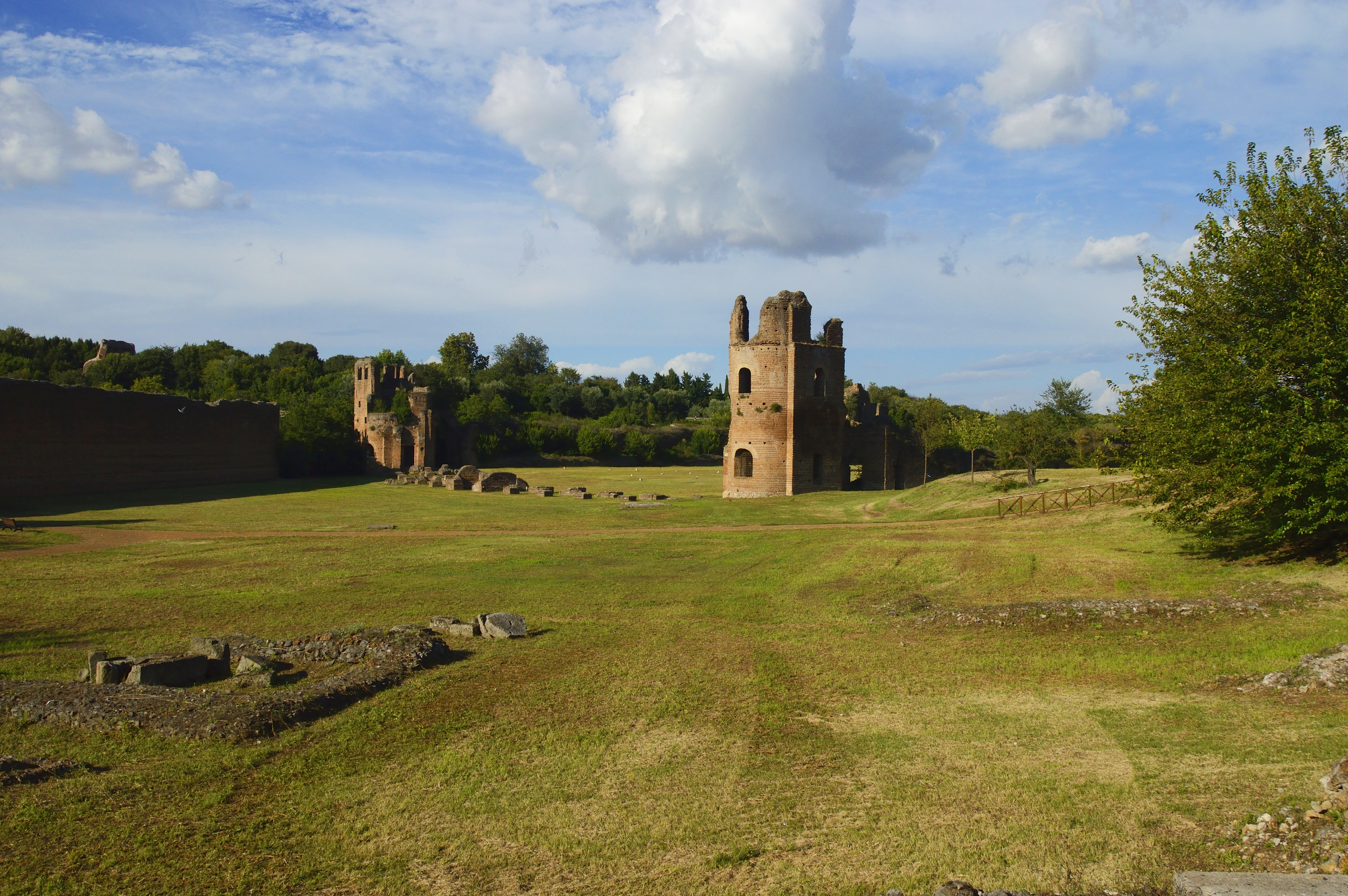
Loppidum

És fora de població, a tres milles de la Via Àpia, on l'emperador va construir-hi un gran complex al 311 aC: el circ, però també un palau i un gran mausoleu pel seu fill Ròmul. Estava reservat a la família imperial i als íntims, i només aforava uns 10.000 espectadors (en comparació als 150 000 del Circ Màxim). Fet amb maons, la pista tenia 503 metres i al mig, la spina de 283 metres. Per guarnir la spina, Maxenci va col·locar un gran obelisc provinent del Temple d'Isis, que es traslladà a l'Estadi de Domicià, l'actual Piazza Navona.

## Enllaços externs

Plànol del circ amb del costat A: les tribunes, al B: el camerino imperial (Pulvinar), al D: la spina i a l'O: la porta triomfal (il·lustració provinent Dictionary of Greek and Roman Antiquities de William Smith)